# Världsmästerskapen i judo 2025
Världsmästerskapen i judo 2025 arrangerades mellan den 13 och 20 juni 2025 i Budapest i Ungern. Det var den 29:e upplagan för damer och 38:e upplagan för herrar av världsmästerskapen i judo.

## Medaljörer

### Herrar
| Gren    | Guld                                             | Silver                             | Brons                                           |
| 60 kg   | Ryuju Nagayama · Japan                           | Romain Valadier-Picard · Frankrike | Kadjerbjekijn Joolk · Mongoliet                 |
| 60 kg   | Ryuju Nagayama · Japan                           | Romain Valadier-Picard · Frankrike | Ajub Blijev International Judo Federation       |
| 66 kg   | Takeshi Takeoka · Japan                          | Nuraly Emomaly · Tadzjikistan      | Hifumi Abe · Japan                              |
| 66 kg   | Takeshi Takeoka · Japan                          | Nuraly Emomaly · Tadzjikistan      | Obid Dzjebov · Tadzjikistan                     |
| 73 kg   | Joan-Benjamin Gaba · Frankrike                   | Daniel Cargnin · Brasilien         | Machmadbek Machmadbekov · Förenade arabemiraten |
| 73 kg   | Joan-Benjamin Gaba · Frankrike                   | Daniel Cargnin · Brasilien         | Tatsuki Ishihara · Japan                        |
| 81 kg   | Timur Arbuzov International Judo Federation      | Tato Grigalasjvili · Georgien      | Zälim Tçkayev · Azerbajdzjan                    |
| 81 kg   | Timur Arbuzov International Judo Federation      | Tato Grigalasjvili · Georgien      | Lee Joon-hwan · Sydkorea                        |
| 90 kg   | Sanshiro Murao · Japan                           | Goki Tajima · Japan                | Elcan Hacıyev · Azerbajdzjan                    |
| 90 kg   | Sanshiro Murao · Japan                           | Goki Tajima · Japan                | Luka Maisuradze · Georgien                      |
| 100 kg  | Matvej Kanikovskij International Judo Federation | Dota Arai · Japan                  | Zelym Kotsoiev · Azerbajdzjan                   |
| 100 kg  | Matvej Kanikovskij International Judo Federation | Dota Arai · Japan                  | Arman Adamjan International Judo Federation     |
| +100 kg | Inal Tasojev International Judo Federation       | Guram Tusjisjvili · Georgien       | Temur Rahimov · Tadzjikistan                    |
| +100 kg | Inal Tasojev International Judo Federation       | Guram Tusjisjvili · Georgien       | Kim Min-jong · Sydkorea                         |

### Damer
| Gren  | Guld                          | Silver                               | Brons                            |
| 48 kg | Assunta Scutto · Italien      | Äbiba Äbuzjakynova · Kazakstan       | Laura Martínez · Spanien         |
| 48 kg | Assunta Scutto · Italien      | Äbiba Äbuzjakynova · Kazakstan       | Wakana Koga · Japan              |
| 52 kg | Uta Abe · Japan               | Distria Krasniqi · Kosovo            | Róza Gyertyás · Ungern           |
| 52 kg | Uta Abe · Japan               | Distria Krasniqi · Kosovo            | Mascha Ballhaus · Tyskland       |
| 57 kg | Eteri Liparteliani · Georgien | Momo Tamaoki · Japan                 | Shirlen Nascimento · Brasilien   |
| 57 kg | Eteri Liparteliani · Georgien | Momo Tamaoki · Japan                 | Sarah-Léonie Cysique · Frankrike |
| 63 kg | Haruka Kaju · Japan           | Catherine Beauchemin-Pinard · Kanada | Boldyn Ganchajtj · Mongoliet     |
| 63 kg | Haruka Kaju · Japan           | Catherine Beauchemin-Pinard · Kanada | Laura Fazliu · Kosovo            |
| 70 kg | Shiho Tanaka · Japan          | Lara Cvjetko · Kroatien              | Sanne van Dijke · Nederländerna  |
| 70 kg | Shiho Tanaka · Japan          | Lara Cvjetko · Kroatien              | Miriam Butkereit · Tyskland      |
| 78 kg | Alice Bellandi · Italien      | Anna Monta Olek · Tyskland           | Kurena Ikeda · Japan             |
| 78 kg | Alice Bellandi · Italien      | Anna Monta Olek · Tyskland           | Patrícia Sampaio · Portugal      |
| 78 kg | Kim Ha-yun · Sydkorea         | Mao Arai · Japan                     | Lee Hyeon-ji · Sydkorea          |
| 78 kg | Kim Ha-yun · Sydkorea         | Mao Arai · Japan                     | Romane Dicko · Frankrike         |

### Mixed
| Gren     | Guld | Silver | Brons |
| Mixedlag | Georgien Eter Askilashvili Mikheili Bakhbakhashvili Lasja Bekauri Saba Inaneishvili Eteri Liparteliani Nino Loladze Luka Maisuradze Sophio Somkhishvili Mariam Tchanturia Guram Tusjisjvili | Sydkorea Bae Dong-hyun Huh Mi-mi Kim Chann-yeong Kim Ha-yun Kim Jong-hoon Kim Ju-hee Kim Min-jong Lee Hyeon-ji Lee Joon-hwan Lee Seung-yeob Lee Ye-rang Shin Chae-won | Tyskland Erik Abramov Mascha Ballhaus Seija Ballhaus Alina Böhm Samira Bouizgarne Miriam Butkereit Timo Cavelius Losseni Kone Jano Rübo Giovanna Scoccimarro Eduard Trippel Igor Wandtke |
| Mixedlag | Georgien Eter Askilashvili Mikheili Bakhbakhashvili Lasja Bekauri Saba Inaneishvili Eteri Liparteliani Nino Loladze Luka Maisuradze Sophio Somkhishvili Mariam Tchanturia Guram Tusjisjvili | Sydkorea Bae Dong-hyun Huh Mi-mi Kim Chann-yeong Kim Ha-yun Kim Jong-hoon Kim Ju-hee Kim Min-jong Lee Hyeon-ji Lee Joon-hwan Lee Seung-yeob Lee Ye-rang Shin Chae-won | Japan Mao Arai Megumi Fuchida Tatsuki Ishihara Sanshiro Murao Kanta Nakano Hyōga Ōta Goki Tajima Ruri Takahashi Momo Tamaoki Shiho Tanaka Yudai Tanaka Utana Terada                      |

## Medaljtabell
*   Värdland ( Ungern)
| Nr                   | Nation                              | Guld | Silver | Brons | Totalt |
| -------------------- | ----------------------------------- | ---- | ------ | ----- | ------ |
| 1                    | Japan                               | 6    | 4      | 5     | 15     |
| 2                    | International Judo Federation (IJF) | 3    | 0      | 2     | 5      |
| 3                    | Georgien                            | 2    | 2      | 1     | 5      |
| 4                    | Italien                             | 2    | 0      | 0     | 2      |
| 5                    | Sydkorea                            | 1    | 1      | 3     | 5      |
| 6                    | Frankrike                           | 1    | 1      | 2     | 4      |
| 7                    | Tyskland                            | 0    | 1      | 3     | 4      |
| 8                    | Tadzjikistan                        | 0    | 1      | 2     | 3      |
| 9                    | Brasilien                           | 0    | 1      | 1     | 2      |
| 9                    | Kosovo                              | 0    | 1      | 1     | 2      |
| 11                   | Kanada                              | 0    | 1      | 0     | 1      |
| 11                   | Kazakstan                           | 0    | 1      | 0     | 1      |
| 11                   | Kroatien                            | 0    | 1      | 0     | 1      |
| 14                   | Azerbajdzjan                        | 0    | 0      | 3     | 3      |
| 15                   | Mongoliet                           | 0    | 0      | 2     | 2      |
| 16                   | Förenade arabemiraten               | 0    | 0      | 1     | 1      |
| 16                   | Nederländerna                       | 0    | 0      | 1     | 1      |
| 16                   | Portugal                            | 0    | 0      | 1     | 1      |
| 16                   | Spanien                             | 0    | 0      | 1     | 1      |
| 16                   | Ungern*                             | 0    | 0      | 1     | 1      |
| Totalt (20 nationer) | Totalt (20 nationer)                | 15   | 15     | 30    | 60     |